# Abubakr Abakarow
Abubakr Isłambiekowicz Abakarow (ur. 28 stycznia 1999) – rosyjski i azerski zapaśnik startujący w stylu wolnym. Brązowy medalista mistrzostw świata w 2021 roku. 
Siódmy w indywidualnym Pucharze Świata w 2020. Wicemistrz Europy w 2022 i trzeci w 2023. Wicemistrz igrzysk solidarności islamskiej w 2021. 
Drugi na MŚ U-23 w 2019. Drugi na MŚ juniorów w 2018 i trzeci w 2019. Mistrz Europy U-23 w 2022 i juniorów w 2019. Mistrz świata kadetów w 2016 roku.